# Valeria Parrella

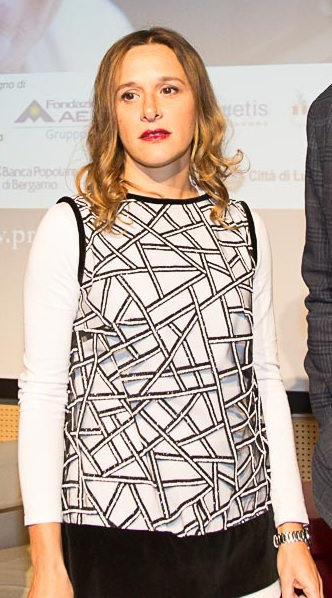
Valeria Parrella, 2016

Valeria Parrella (* 20. Januar 1974 in Torre del Greco) ist eine italienische Autorin und Sprachwissenschaftlerin. Sie ist zugleich Dolmetscherin für Gebärdensprache und arbeitete als Buchhändlerin und Schauspielerin.
Die Kurzgeschichtensammlung Die Signora, die ich werden wollte von 2003 wurde 2004 mit dem erstmals vergebenen Opera prima-Preis des Premio Campiello ausgezeichnet. Parrella lebt bei Neapel.

## Veröffentlichungen
- Versprechen kann ich nichts. Aus dem Italienischen von Verena von Koskull. München: Hanser Verlag 2021, ISBN 978-3-446-26919-4.
- Enzyklopädie der Frau. Update. Roman. A. d. Ital. von Gudrun Jäger und Catherine Hornung. Folio, Bozen-Wien 2018. ISBN 978-3-85256-739-6. [Orig.: Enciclopedia della donna. Aggiornamento. Einaudi, Torino 2017].
- Liebe wird überschätzt, München: Carl Hanser Verlag, 2017.
- Zeit des Wartens: Roman, München: Bertelsmann 2009, ISBN 978-3-570-01056-3.
- Der erfundene Freund: Erzählungen, Reinbek bei Hamburg: Rowohlt-Taschenbuch-Verlag 2008, ISBN 978-3-499-24539-8.
- Die Signora, die ich werden wollte: Erzählungen, Reinbek bei Hamburg: Rowohlt-Taschenbuch-Verlag 2007, ISBN 978-3-499-24345-5.